# Annaya - Kfarbaal
Annaya - Kfarbaal è un comune (municipalité) del Libano situato nel distretto di Jbeil, governatorato del Monte Libano.